# Тованда (Іллінойс)
Тованда (англ. Towanda) — селище (англ. village) в США, в окрузі Маклейн штату Іллінойс. Населення — 431 особа (2020).

## Географія
Тованда розташована за координатами 40°33′48″ пн. ш. 88°54′3″ зх. д. / 40.56333° пн. ш. 88.90083° зх. д. (40.563307, -88.900782).  За даними Бюро перепису населення США в 2010 році селище мало площу 1,94 км², уся площа — суходіл.

## Демографія
Згідно з переписом 2010 року, у селищі мешкало 480 осіб у 209 домогосподарствах у складі 134 родин. Густота населення становила 247 осіб/км².  Було 223 помешкання (115/км²).
Расовий склад населення:
| - 98,5 % — білих - 0,4 % — азіатів |

До двох чи більше рас належало 1,0 %. Частка іспаномовних становила 0,6 % від усіх жителів.
За віковим діапазоном населення розподілялося таким чином: 22,5 % — особи молодші 18 років, 62,3 % — особи у віці 18—64 років, 15,2 % — особи у віці 65 років та старші. Медіана віку мешканця становила 40,8 року. На 100 осіб жіночої статі у селищі припадало 99,2 чоловіків;  на 100 жінок у віці від 18 років та старших — 104,4 чоловіків також старших 18 років.
Середній дохід на одне домашнє господарство  становив 63 616 доларів США (медіана — 52 813), а середній дохід на одну сім'ю — 77 220 доларів (медіана — 75 313). За межею бідності перебувало 8,5 % осіб, у тому числі 10,1 % дітей у віці до 18 років та 3,3 % осіб у віці 65 років та старших.
Цивільне працевлаштоване населення становило 289 осіб. Основні галузі зайнятості: освіта, охорона здоров'я та соціальна допомога — 17,3 %, виробництво — 13,5 %, роздрібна торгівля — 11,4 %, науковці, спеціалісти, менеджери — 10,4 %.